# Сууре-Ракке (Елва)
Су́уре-Ра́кке (ест. Suure-Rakke küla) — село в Естонії, у волості Елва повіту Тартумаа.

## Населення
Чисельність населення на 31 грудня 2011 року становила 59 осіб.

## Географія
Поблизу населеного пункту проходить автошлях 92 (Тарту — Вільянді — Кілінґі-Нимме).

## Історія
До 24 жовтня 2017 року село входило до складу волості Ранну.